# 다니엘 피셀

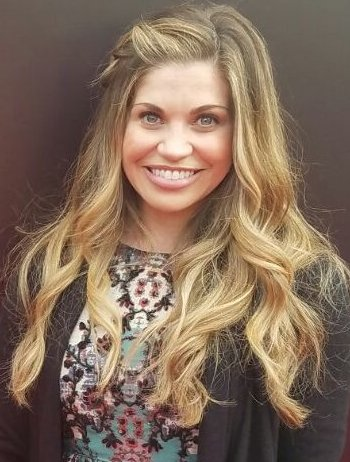

다니엘 피셀(Danielle Fishel, 1981년 5월 5일 ~ )는 미국의 텔레비전 배우, 영화배우이다.
메사에서 태어났다.

## 방송
- 라일리의 세상 시즌3
- 라일리의 세상 시즌2
- 걸 미츠 월드
- 보이 미트 월드

## 영화
- 라일리의 세상 (2015년)
- 더 추즈 원 (2007년)
- 못말리는 섹스 아카데미 2 (2006년)
- 못말리는 섹스 아카데미 (2003년)
- 사랑은 언제나 좋아 (2001년)
- 보이 미츠 월드 (1993년)
- 풀 하우스 (1987년)